# Hiéroglyphe égyptien K5
Le hiéroglyphe égyptien K5 (Petrocephalus bane) est classifié dans la section K « Poissons et parties de poissons » de la liste de Gardiner ; il y est noté K5.

## Représentation
Il représente un Petrocephalus bane (en). 

## Utilisation
| b | z · K5 |

| b | z · K5 |

« introduire, faire entrer, installer, initier, enterrer, mettre, révéler, entrer ».
Un signe très proche est un déterminatif du champ lexical du poisson et de son odeur.
| K1 |

| K1 |

## Exemples de mots
| r&r | m | K5 · Z1 |

| r&r | m | K5 · Z1 |

| n · S | m | i | i | t | K5 · Z2 |

| n · S | m | i | i | t | K5 · Z2 |

| x · n | S · K5 | G37 |

| x · n | S · K5 | G37 |